# Campeonato Acreano 1951
In 1951 werd het 22ste Campeonato Acreano gespeeld voor clubs uit de Braziliaanse staat Acre. De competitie werd georganiseerd door de Federação de Futebol do Estado do Acre en werd gespeeld van 7 juni tot 14 oktober. Rio Branco werd kampioen. 

## Eindstand
| Plaats | Club          | Wed. | W | G | V | Saldo | Ptn. |
| ------ | ------------- | ---- | - | - | - | ----- | ---- |
| 1.     | Rio Branco    | 5    | 5 | 0 | 0 | 28:3  | 10   |
| 2.     | Independência | 6    | 3 | 1 | 2 | 17:13 | 7    |
| 3.     | Boulevard     | 6    | 3 | 1 | 2 | 16:16 | 7    |
| 4.     | América       | 5    | 2 | 0 | 3 | 15:15 | 4    |
| 5.     | Fortaleza     | 5    | 2 | 0 | 3 | 12:23 | 4    |
| 6.     | Imperial      | 7    | 1 | 0 | 6 | 8:26  | 2    |

|  | Kampioen |

### Kampioen
| Campeonato Acreano de 1951      |
| Acre                            |
| ------------------------------- |
| RIO BRANCO Kampioen (17° titel) |